# Marek Peško
Marek Peško es un deportista eslovaco que compitió en ciclismo de montaña en la disciplina de campo a través para cuatro. Ganó una medalla de plata en el Campeonato Europeo de Ciclismo de Montaña de 2012.

## Palmarés internacional
| Campeonato Europeo | Campeonato Europeo       | Campeonato Europeo | Campeonato Europeo    |
| Año                | Lugar                    | Medalla            | Competición           |
| ------------------ | ------------------------ | ------------------ | --------------------- |
| 2012               | Szczawno-Zdrój (Polonia) | Medalla de plata   | Campo a través para 4 |